# Hufvudstadsbladet
Hufvudstadsbladet [ˈhʉːvɵdstɑdsˌblɑːdɛt] („das Hauptstadtblatt“), umgangssprachlich schwedisch Husis [ˈhʉːsɪs] oder finnisch Höblä, ist die auflagenstärkste schwedischsprachige Tageszeitung Finnlands. Sie erscheint in Helsingfors (finnisch Helsinki). Seit dem 31. Juli 2023 ist Kalle Silfverberg Chefredakteur.

## Geschichte
Die Zeitung wurde 1864 von August Schauman gegründet; die erste Nummer erschien am 5. Dezember desselben Jahres. Ab 1896 war sie die erste finnische Zeitung, die im Rotationsdruckverfahren produziert wurde. Im 19. Jahrhundert, als Schwedisch im Großfürstentum Finnland noch die alleinige Amtssprache und auch die Sprache der zumeist schwedischsprachigen Eliten des Landes war, war Hufvudstadsbladet die auflagenstärkste Zeitung in Finnland überhaupt. Erst mit der Gründung finnischsprachiger Zeitungen wie Aamulehti (1881) und Päivälehti (1889) verlor das Blatt seine Vormachtstellung. 1920 wurde Amos Valentin Anderson Eigentümer der Zeitung, der von 1928 bis 1936 auch ihr Chefredakteur war. Seit 1945 befindet sich die Zeitung im Besitz der finnlandschwedischen Stiftung Konstsamfundet („Kunststiftung“).
Hufvudstadsbladet erscheint heute täglich. 2004 wechselte das Blatt vom Broadsheet- zum Tabloid-Format. Dienstags liegt der Zeitung das Programmheft Visio bei, sonntags die Reise- und Kulturbeilage Söndagsbilagan. Die durchschnittliche Auflage lag im Jahr 2013 bei 39.662 Exemplaren.
Das Blatt ist eine fast reine Abonnementzeitung, 38.029 Exemplare wurden im Abo vertrieben. Das Blatt liegt an zehnter Stelle der auflagenstärksten Zeitungen Finnlands, hat aber bei der nur rund 300.000 Menschen zählenden schwedischsprachigen Minderheit Finnlands ein Quasimonopol.
Im Juni 2023 wurde Bonnier news – eine Branche des schwedischen Medienunternehmens Bonnier – Mehrheitseigentümer des Verlages KSF Media, das sich bis dahin im alleinigen Besitz der finnlandschwedischen Stiftung Konstsamfundet befand. Neben Hufvudstadsbladet verlegt KSF Media die Zeitungen Västra Nyland und Östnyland.

## Chefredakteure
- 1864–1885 August Schauman
- 1885–1928 Arthur R. Frenckell
- 1928–1936 Amos Anderson
- 1936–1959 Egidius Ginström
- 1960–1974 Torsten Steinby
- 1974–1987 Jan-Magnus Jansson
- 1987–1992 Håkan Hellberg
- 1992–1995 Bo Stenström
- 1995–1997 Rafael Paro
- 1997–2002 Erik Wahlström

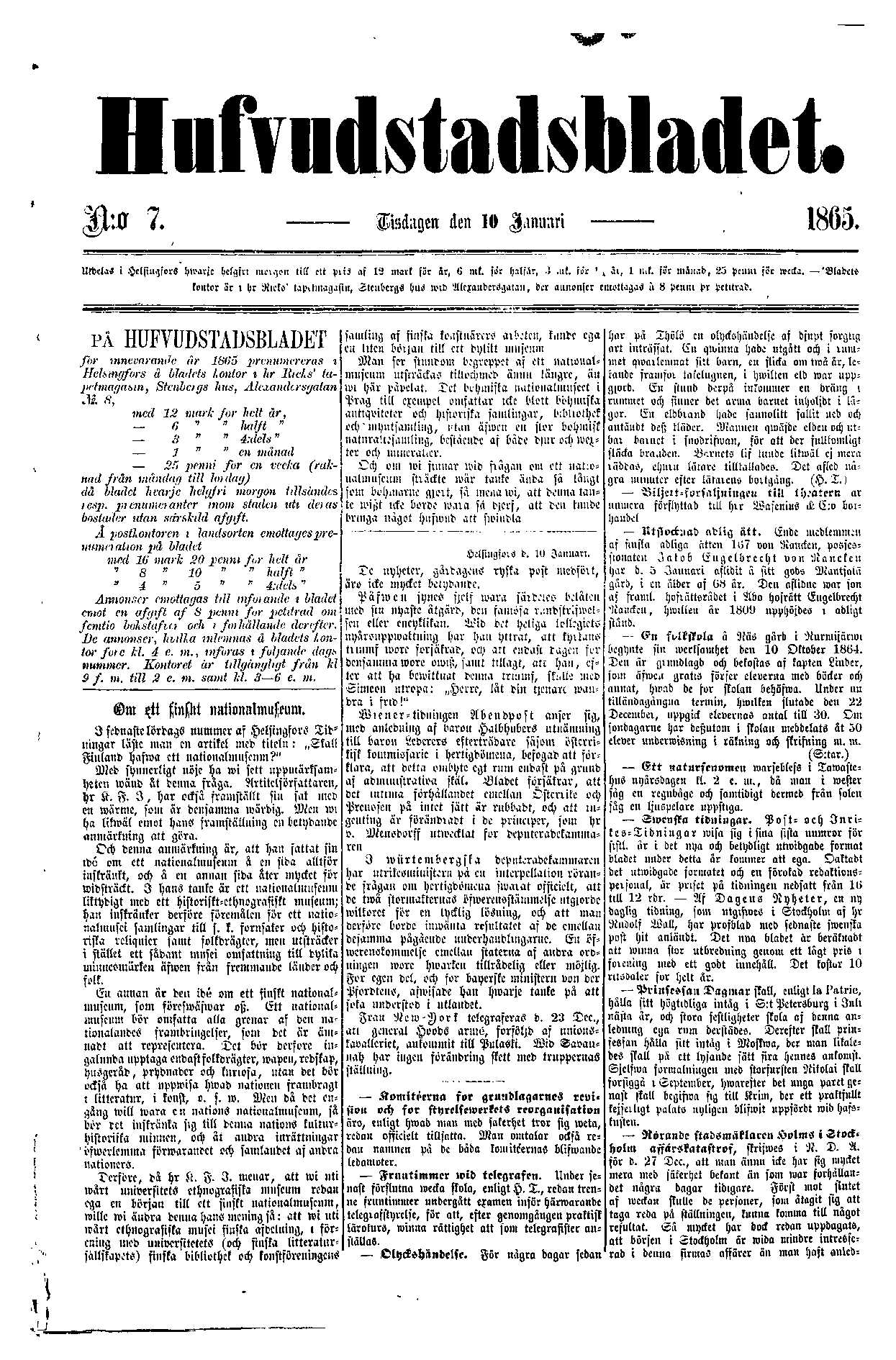
Titelblatt 10. Januar 1865

- 2002–2008 Barbro Teir und Max Arhippainen
- 2008–2011 Hannu Olkinuora
- 2011–2015 Jens Berg
- 2015–2016 Tommy Westerlund
- 2016–2021 Susanna Landor
- 2021–2023 Erja Yläjärvi
- seit 2023 Kalle Silfverberg